# Gorrtjärnen (Nordmalings socken, Ångermanland, 708144-168227)
Gorrtjärnen är en sjö i Nordmalings kommun i Ångermanland och ingår i Öreälvens huvudavrinningsområde.